# Kourgan
Pour les tumulus russes, voir Kourgane.
Kourgan (en russe : Курган) est une ville de Russie et la capitale de l'oblast de Kourgan. Sa population s'élevait à 325 200 habitants en 2016.

## Géographie
Kourgan est située dans la partie occidentale de la plaine d'Ichim, sur la rive gauche du fleuve Tobol. Elle se trouve près de la frontière avec le Kazakhstan, à 1 730 km à l'est de Moscou.

## Histoire
Le nom de la ville provient d'un grand kourgane (tumulus), le kourgane Tsarev, qui se dressait non loin de l'endroit où s'établirent les premiers colons. Bien que la légende ait associé cette tombe à la fille d'un chef tatar, descendant de la Horde d'or, les fouilles effectuées en 1959-60 ont montré que le kourgane avait été érigé il y a plus de 2 000 ans, par une tribu scytho-sarmate. Les objets trouvés sont exposés au musée régional de Kourgan.
L'origine de Kourgan remonte à la fondation, en 1553, d'un village libre (svoboda) nommé Tsarevo Gorodichtche (bourgade du tsar) : elle possède alors un port sur la Tobol et constitue une étape sur la route de Sibérie. En 1782, elle acquiert le statut de ville sous son nom actuel. La création du chemin de fer Transsibérien accélère son développement. Durant la Seconde Guerre mondiale, plusieurs usines liées à l'industrie de l'armement sont transférées dans la ville et y restent une fois le conflit achevé.

## Population
Recensements (*) ou estimations de la population
| 1788  | 1856  | 1897*  | 1904   | 1926*  | 1939*  |
| ----- | ----- | ------ | ------ | ------ | ------ |
| 1 384 | 3 576 | 10 301 | 19 912 | 27 748 | 53 253 |

| 1959*   | 1970*   | 1979*   | 1989*   | 2002*   | 2006    |
| ------- | ------- | ------- | ------- | ------- | ------- |
| 145 712 | 243 850 | 309 863 | 355 517 | 345 515 | 329 981 |

| 2010*   | 2012    | 2013    | 2014    | 2015    | 2016    |
| ------- | ------- | ------- | ------- | ------- | ------- |
| 333 606 | 327 898 | 325 565 | 325 720 | 326 292 | 325 200 |

## Climat
Le climat de Kourgan est de type continental et assez sec. La neige recouvre le sol en moyenne 149 jours par an. La hauteur de neige est de 24 cm en moyenne au milieu de l'hiver mais elle peut atteindre jusqu'à 60 cm. L'été est la saison qui reçoit le plus de précipitations avec un pic en juin (59 mm).
- Température record la plus froide : −47,9 °C (janvier 1943)
- Température record la plus chaude : 40,5 °C (juillet 1952)
- Nombre moyen de jours avec de la neige dans l'année : 101
- Nombre moyen de jours de pluie dans l'année : 92
- Nombre moyen de jours avec de l'orage dans l'année : 24
- Nombre moyen de jours avec du blizzard dans l'année : 23

| Mois                              | jan.  | fév.  | mars  | avril | mai  | juin | jui. | août | sep. | oct. | nov. | déc.  | année |
| --------------------------------- | ----- | ----- | ----- | ----- | ---- | ---- | ---- | ---- | ---- | ---- | ---- | ----- | ----- |
| Température minimale moyenne (°C) | −20,8 | −19,9 | −12,6 | −0,5  | 5,8  | 11,5 | 13,4 | 10,7 | 5,5  | −0,6 | −11  | −17,2 | −3    |
| Température moyenne (°C)          | −16,3 | −14,8 | −7,4  | 4,8   | 12,3 | 18,2 | 19,6 | 16,5 | 10,6 | 3,1  | −7,2 | −12,9 | 2,2   |
| Température maximale moyenne (°C) | −11,8 | −9,6  | −1,5  | 11    | 18,8 | 24,4 | 25,5 | 22,6 | 16,6 | 8    | −3,6 | −8,8  | 7,6   |
| Précipitations (mm)               | 19    | 13    | 12    | 19    | 32   | 51   | 59   | 57   | 40   | 30   | 25   | 24    | 381   |

## Politique et administration

### Résultats électoraux
| Scrutin             | Scrutin          | 1er tour | 1er tour | 1er tour | 1er tour | 1er tour | 1er tour | 1er tour | 1er tour | 1er tour | 1er tour | 1er tour | 1er tour | 2d tour                  | 2d tour                  | 2d tour                  | 2d tour                  | 2d tour                  | 2d tour                  | 2d tour                  | 2d tour                  |
| Scrutin             | Scrutin          | 1er      | 1er      | %        | 2e       | 2e       | %        | 3e       | 3e       | %        | 4e       | 4e       | %        | 1er                      | %                        | 2e                       | %                        | 3e                       | %                        | 4e                       | %                        |
| ------------------- | ---------------- | -------- | -------- | -------- | -------- | -------- | -------- | -------- | -------- | -------- | -------- | -------- | -------- | ------------------------ | ------------------------ | ------------------------ | ------------------------ | ------------------------ | ------------------------ | ------------------------ | ------------------------ |
| Présidentielle 2012 | Zone orientale   |          | ER       | 56,40    |          | KPRF     | 19,80    |          | LDPR     | 9,17     |          | SE       | 8,55     | Victoire au premier tour | Victoire au premier tour | Victoire au premier tour | Victoire au premier tour | Victoire au premier tour | Victoire au premier tour | Victoire au premier tour | Victoire au premier tour |
| Présidentielle 2012 | Zone occidentale |          | ER       | 56,19    |          | KPRF     | 19,42    |          | LDPR     | 9,88     |          | SE       | 8,46     | Victoire au premier tour | Victoire au premier tour | Victoire au premier tour | Victoire au premier tour | Victoire au premier tour | Victoire au premier tour | Victoire au premier tour | Victoire au premier tour |
| Législatives 2016   | Zone orientale   |          | ER       | 32,00    |          | SRZP     | 19,43    |          | LDPR     | 17,73    |          | KPRF     | 17,22    | Tour unique              | Tour unique              | Tour unique              | Tour unique              | Tour unique              | Tour unique              | Tour unique              | Tour unique              |
| Législatives 2016   | Zone occidentale |          | ER       | 31,53    |          | SRZP     | 22,55    |          | LDPR     | 18,37    |          | KPRF     | 14,88    | Tour unique              | Tour unique              | Tour unique              | Tour unique              | Tour unique              | Tour unique              | Tour unique              | Tour unique              |
| Présidentielle 2018 | Zone orientale   |          | ER       | 71,30    |          | KPRF     | 14,55    |          | LDPR     | 8,55     |          | GRANI    | 1,60     | Victoire au premier tour | Victoire au premier tour | Victoire au premier tour | Victoire au premier tour | Victoire au premier tour | Victoire au premier tour | Victoire au premier tour | Victoire au premier tour |
| Présidentielle 2018 | Zone occidentale |          | ER       | 71,64    |          | KPRF     | 14,09    |          | LDPR     | 8,70     |          | GRANI    | 1,57     | Victoire au premier tour | Victoire au premier tour | Victoire au premier tour | Victoire au premier tour | Victoire au premier tour | Victoire au premier tour | Victoire au premier tour | Victoire au premier tour |
| Législatives 2021   | Zone orientale   |          | ER       | 31,29    |          | KPRF     | 24,90    |          | SRZP     | 12,53    |          | LDPR     | 10,23    | Tour unique              | Tour unique              | Tour unique              | Tour unique              | Tour unique              | Tour unique              | Tour unique              | Tour unique              |
| Législatives 2021   | Zone occidentale |          | ER       | 30,77    |          | KPRF     | 24,31    |          | SRZP     | 13,82    |          | LDPR     | 10,22    | Tour unique              | Tour unique              | Tour unique              | Tour unique              | Tour unique              | Tour unique              | Tour unique              | Tour unique              |

## Économie

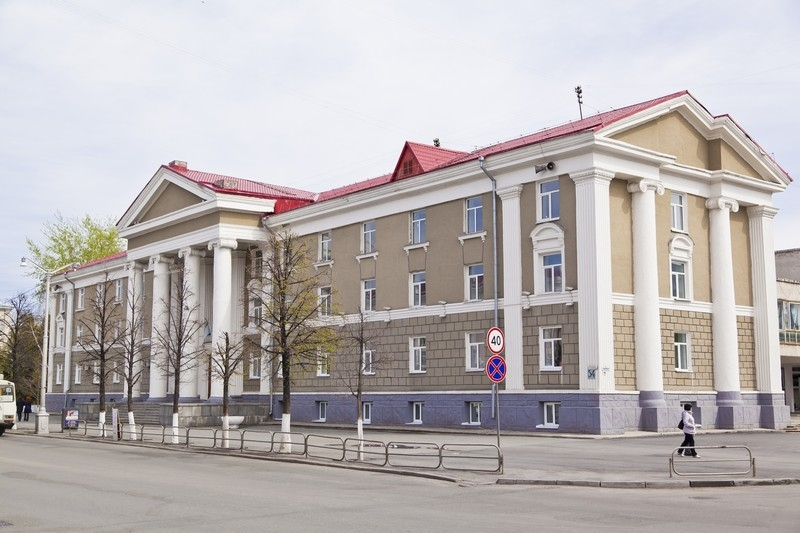
Palais des pionniers de Kourgan.

La ville est située sur la ligne ferroviaire du Transsibérien, au départ d'un embranchement vers Ekaterinbourg. Elle possède un aéroport.
Les principales activités industrielles sont la construction mécanique et l'automobile (tracteurs, autobus, blindés), les machines-outils, l'industrie du bois et le secteur agroalimentaire.
La plus importante entreprise de la ville ainsi que de l'oblast de Kourgan est la société OAO Kourganmachzavod (russe : ОАО Курганмашзавод), en abrégé KMZ, créée en 1950, et qui s'est spécialisée dans les véhicules blindés. KMZ est une des principales entreprises du secteur de l'armement en Russie et un important exportateur. Elle emploie 13 420 salariés en 2007

## Religion
La ville est en grande majorité orthodoxe, mais il existe également une petite paroisse catholique consacrée à Notre-Dame du Perpétuel Secours.

## Personnalités liées
- Ivan Alexandrovitch Khoudiakov, folkloriste et révolutionnaire (1842-1876), né à Kourgan.
- Iana Romanova (n. 1983), biathlète russe, née à Kourgan.
- Larisa Korobeynikova (n. 1987), escrimeuse russe pratiquant le fleuret, née à Kourgan.
- Julia Savicheva (n. 1987), chanteuse pop russe, née à Kourgan.
- Irina Starykh (n. 1987), biathlète russe, née à Kourgan.

## Pour approfondir